# 세모편모충속
세모편모충속(Trichomonas)은 파라바살리아강에 속하는 혐기성 원생생물 속의 일종이다. 동물의 몸에 기생한다.
주요 종은 다음과 같다.
- 질편모충 또는 질트리코모나스 (Trichomonas vaginalis) - 사람의 몸에 기생(여성의 질, 남성의 전립선, 요도, 방광)
- 비둘기세모편모충 또는 트리코모나스 갈리나이 (Trichomonas gallinae) - 조류를 감염시키는 병원체
- Trichomonas termopsidis - 흰개미의 장에서 발견[1]
- 쇠세모편모충 (Tritrichomonas foetus)

## 공룡의 턱

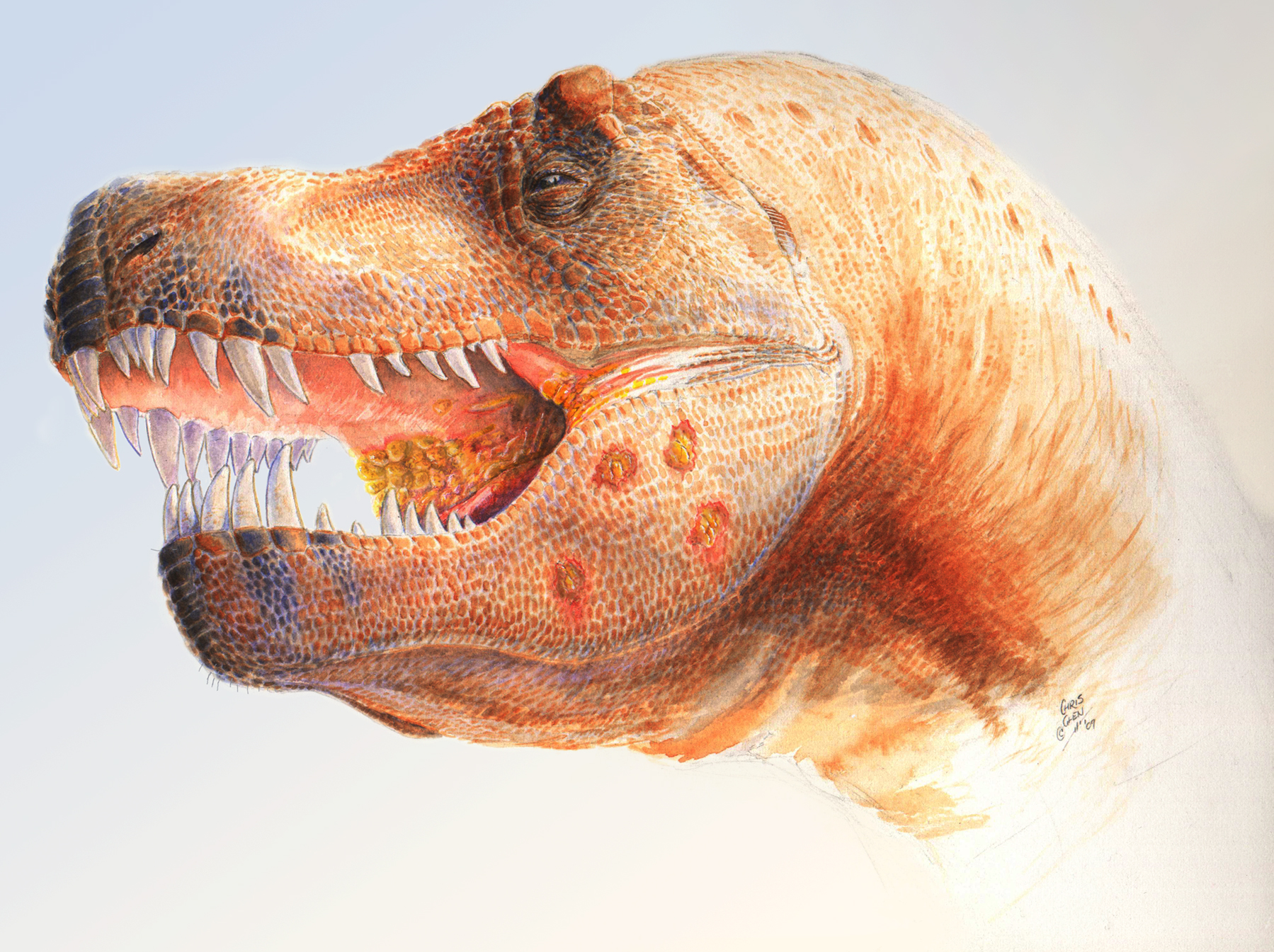
세모편모충과 유사한 편모충에 감염되었던 것으로 추정되는 티라노사우루스의 가상 복원도

티라노사우루스 렉스와 같은 멸종된 공룡의 턱에서 발견되는 손상은 트리코모나스 갈리나이(Trichomonas gallinae)와 유사한 편모충에 감염되었기 때문으로 추정되고 있다.